# 福工大前站
福工大前站（日语：／ Fukkōdai-mae eki */?）是位於福岡縣福岡市東區和白丘一丁目，九州旅客鐵道（JR九州）的鹿兒島本線車站。車站編號為JA06。
在2008年前，車站名為筑前新宮站。

## 歷史

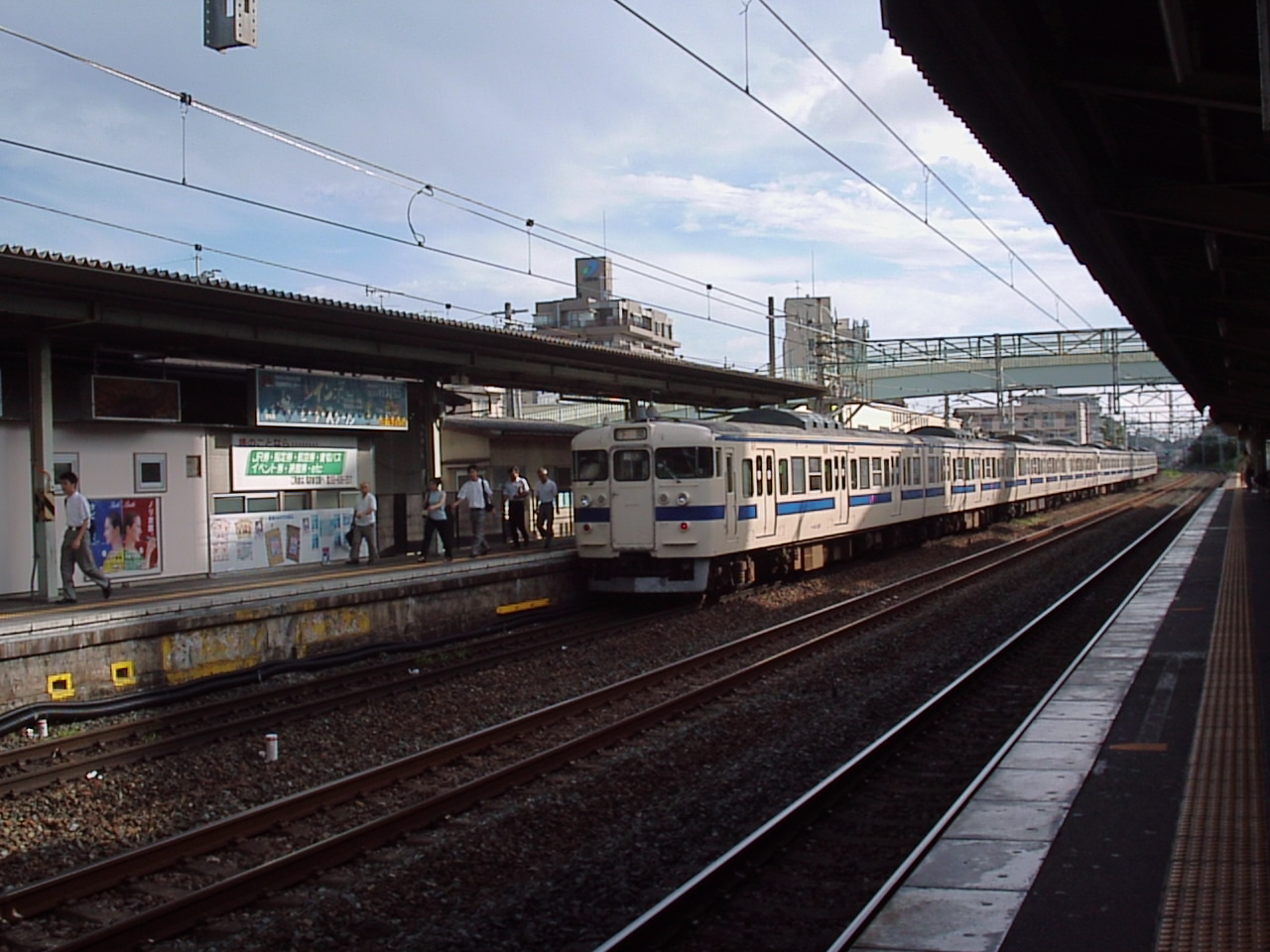
未使用島式月台前的月台（2002年8月）

- 1915年（大正4年）6月1日 - 鐵道院開設新宮號誌站。該站距離現時位置（向門司港一方）[1]。
- 1920年（大正9年）10月1日 - 新宮號誌站向博多一方遷移300米，並升級為旅客車站，車站名為筑前新宮站（日语：／）。
- 1987年（昭和62年）
  - 3月23日 - 車站大樓改建[2]。
  - 4月1日 - 伴隨國鐵分割民營化，車站由九州旅客鐵道（JR九州）營運[3][4]。
- 2000年（平成12年）2月17日 - 引入自動閘機。
- 2001年（平成13年）3月3日 - 實施時間表修正，成為快速列車停車站。
- 2003年（平成15年）3月15日 - 車站大廈落成，車站大樓遷移。
- 2008年（平成20年）3月15日 - 車站改名為福工大前站。使鹿兒島本線中唯一冠上舊國名「筑前」的車站名字消失[5]。
- 2009年（平成21年）3月1日 - 此站可以使用IC卡「SUGOCA」[6]。

## 車站名稱的由來
舊車站名稱是的來源是由於此站最接近糟屋郡新宮町，但是車站本體（車站大樓）是位於福岡市。在車站遷移前，部分車站位於新宮町。另外，車站前身新宮號誌站是位於新宮町內。另外，新宮町的町名是由於該處設有住吉神社鎮座地，而博多的住吉神社名為本宮，相對此處被稱為新宮。
在升級至車站同時，由於已經在紀勢本線設有新宮站，因此此站名為「筑前新宮站」。

## 車站構造
車站是一座跨站式站房的地面車站，設有2面4線的島式月台。
從前車站設有2面2線的相對式月台，另外在兩月台中間設有1條上行線通過線。曾經只有普通列車停站，會在此站進行快速、特急待避（只限上行列車）。隨著使用人次增加，在2001年3月3日時間表修正中，成為所有快速列車的停車站，而車站大樓擴展至車站大廈。月台也改建為島式月台，以及在車站周邊進行再開發工程。從前車站大樓位於福岡市東區，而月台則跨越東區與新宮町兩處。在工程完成後，現時車站大樓與月台均位於東區內。
車站大廈是位於北出口和福工大出口二處，設有公眾通道連接兩出口。車站大廈內部設有商店街「福工大前站大廈」，公共設施「Comisen和白」。
另外，福工大出口部分位置是福岡工業大學有關人士的通道，非有關人士不可通行（這是由於通道是前往學園內）。另外，部分時段福工大出口會關閉。
此站是一座直營車站，設有綠色窗口。車站可以使用「SUGOCA」IC卡。另外，此站位於JR特定都區市內制度中，「福岡市內」的車站（同時在鹿兒島本線中為最東邊的「福岡市內」車站）。

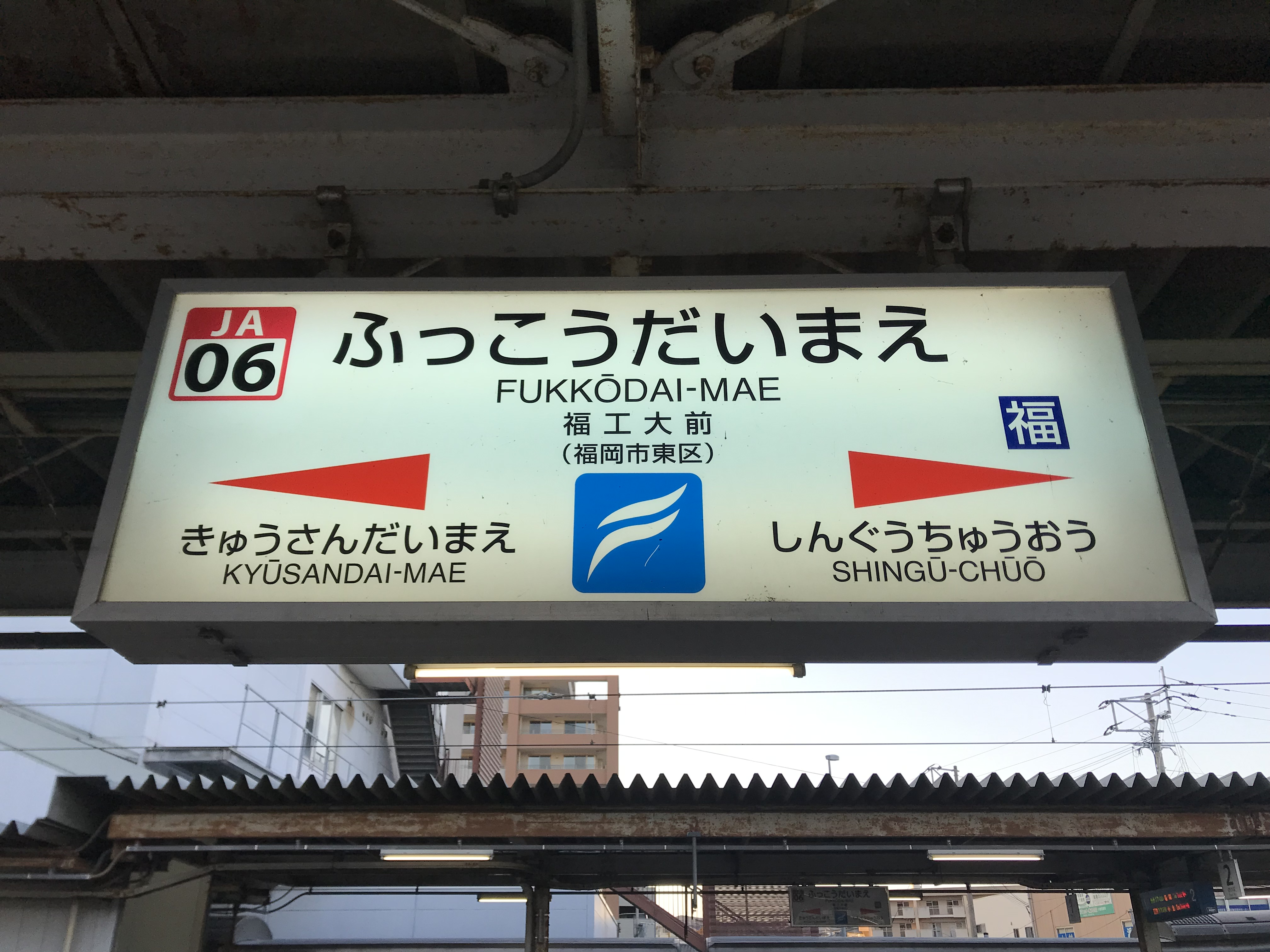
站名牌

### 月台
| 月台 | 路線       | 上下行 | 方向             |
| ---- | ---------- | ------ | ---------------- |
| 1・2 | 鹿兒島本線 | 上行   | 折尾、小倉方向   |
| 3・4 | 鹿兒島本線 | 下行   | 博多、久留米方向 |

### 站內設施
- 藥品11（日语：ドラッグイレブン）JR福工大前店
- FamilyMartJR福工大前店

## 使用狀況
在2018年（平成30年）度，1日平均乘車人次為11,700人，在JR九州車站中排名第12。
| 乘車人次變遷 | 乘車人次變遷 |
| 年度         | 1日平均人次  |
| ------------ | ------------ |
| 2000年       | 10,639       |
| 2001年       | 10,922       |
| 2002年       | 10,662       |
| 2003年       | 10,636       |
| 2004年       | 10,711       |
| 2005年       | 10,829       |
| 2006年       | 10,895       |
| 2007年       | 11,020       |
| 2008年       | 11,137       |
| 2009年       | 11,264       |
| 2010年       | 10,914       |
| 2011年       | 11,158       |
| 2012年       | 11,198       |
| 2013年       | 11,337       |
| 2014年       | 10,965       |
| 2015年       | 11,299       |
| 2016年       | 11,468       |
| 2017年       | 11,752       |
| 2018年       | 11,700       |

## 車站周邊
距離車站200米已經到達新宮町。在車站周邊設有新宮町市中心。在車站正面出口設有高層公寓。最近的巴士站是在距離車站3分鐘步行距離的「福工大前站入口」。設有西鐵巴士和新宮町社區巴士，可前往往相島的碼頭，以及立花山的登山口。
- 福岡縣道515號筑前新宮停車場線
- 福岡工業大學（日语：福岡工業大学） - 福工大出口直達
- 福岡工業大學附屬城東高等學校（日语：福岡工業大学附属城東高等学校）
- 西日本響銀行（日语：西日本シティ銀行）新宮分店
- 福岡銀行新宮分店
- 國道495號（日语：国道495号）
- 福岡工大前郵局
- 彩虹汽車學校福岡（日语：レインボーモータースクール福岡）（駕駛人訓練班、電單車駕駛學校）
- Hallo Day（日语：ハローデイ）新宮店（前壽屋（日语：カリーノ）新宮店）

## 相鄰車站
九州旅客鐵道
鹿兒島本線
■快速、■區間快速
古賀（JA09）－福工大前（JA06）－香椎（JA04）
■區間快速（部分列車）、■普通
新宮中央（JA07）－福工大前（JA06）－九產大前（JA05）

## 注腳
1. ↑  「日本鉄道旅行地図帳 12号 九州沖縄」（新潮社）27頁
2. ↑  . 鐵道雜誌 (鐵道雜誌社). 1987-06, 21 (7): 105.
3. ↑  『交通年鑑 昭和63年版』 交通協力會，1988年3月。
4. ↑  今村都南雄 『民営化の效果と現実NTTとJR』 中央法規出版，1997年8月。ISBN 978-4805840863
5. ↑  此站也是首個也是最後一個在鹿兒島本線內冠上筑前的車站名稱。
6. ↑  . 交通新聞 (交通新聞社). 2009-03-03: 1.
7. ↑   (PDF). 九州旅客鐵道.   [2018-07-13]. （原始内容存档 (PDF)于2019-12-06）.

## 外部連結
- 福工大前（車站資訊） - 九州旅客鐵道